# Stringfever
Stringfever is een strijkkwartet dat bestaat uit Giles Broadbent, Ralph Broadbent, Neal Broadbent en Graham Broadbent. Giles, Ralph en Neal zijn broers van elkaar, terwijl Graham een neef is van de drie. Allen spelen ze op elektrische strijkinstrumenten. 
Het kwartet speelt vooral avondshows waarin ze komische acts neerzetten. Zo nemen ze in 6 minuten de hele geschiedenis van de muziek door, van Beethoven tot Andrea Bocelli, van Tsjaikovski tot Michael Jackson of spelen ze met z'n vieren de Bolero van Maurice Ravel op één cello.

## Het kwartet
- Giles Broadbent: Bespeler van een vijfsnarige Violectra (een merk elektrische viool). Zijn bijnaam luidt "Big Brother". Hij heeft aan de Royal Academy of Music gestudeerd.
- Ralph Broadbent: Bespeler van een zessnarige Violectra. Zijn bijnaam luidt "Middle Brother". Ralph heeft ook aan de Royal Academy of Music gestudeerd.
- Neal Broadbent: Bespeler van een vijfsnarige Violectra cello. Zijn bijnaam luidt "Little Brother". Hij omschrijf zich als: "Yo-Yo Ma meets My ma's Yo Yo…" ("Yo-Yo Ma die mijn moeders Yo Yo ontmoet").
- Graham Broadbent: Bespeler van een vijfsnarige Violectra. Zijn bijnaam luidt "Cousin".